# Орта-Хем
Орта-Хем — річка у Республіці Тива, Росія, притока Єнісею. Довжина річки становить 22 км, площа водозабору 0 км².